# Paraxyletinus
Paraxyletinus is een geslacht van kevers uit de familie van de klopkevers (Anobiidae).

## Soorten
- Paraxyletinus israelsoni Español, 1972
- Paraxyletinus oculatissimus Israelson, 1974
- Paraxyletinus ornatus Español & Oromí, 1984